# Arné (mythologie)
Pour les articles homonymes, voir Arné et Mélanippe.
Dans la mythologie grecque, Arné ou Mélanippe est présentée comme une nymphe par Pausanias.
Toujours selon cet auteur, elle serait la fille d'Éole (sans qu'il soit possible de dire s'il s'agit du maître des Vents, fils d'Hippotès, ou de son homonyme, fils d'Hellen). Diodore indique clairement qu'elle est la fille du fils d'Hippotès, mais Hygin cite plutôt Desmontès comme père.
Elle est surtout connue pour être la mère d'Éole et Béotos — homonyme distinct des deux précédents — conçus avec Poséidon (ou Itonos chez Pausanias). Son histoire varie : d'après Hygin, lorsque sa grossesse est découverte, son père Desmontès l'aveugle et l'emprisonne ; les enfants sont ensuite donnés à Théano, femme de Métapontos (roi d'Icarie), et reviennent des années plus tard libérer leur mère en tuant leur grand-père ; Arné, à qui Poséidon rend la vue, se marie alors avec Métapontos. D'après Diodore, Arné est donnée par Éole[Lequel ?] à Métapontos, qui adopte ses enfants ; mais ceux-ci tuant plus tard Autolyté — épouse de Métapontos chez Diodore —, ils sont « tous deux obligés de s'enfuir sur mer avec Arné, leur mère, et plusieurs de leurs amis. » Strabon rapporte quant à lui un vers d'Asios selon lequel Béotos serait « né de la belle Mélanippe dans le palais de Dios ».
Son histoire est racontée dans deux tragédies perdues d'Euripide, Mélanippe la Sage et Mélanippe enchaînée.